# Флете
Флете (нім. Flöthe) — громада в Німеччині, розташована в землі Нижня Саксонія. Входить до складу району Вольфенбюттель. Складова частина об'єднання громад Одервальд.
Площа — 18,84 км2. Населення становить 1093 ос. (станом на 31 грудня 2021).